# 불타는 전장 (1955년 영화)
《불타는 전장》(To Hell And Back)은 미국에서 제작된 제시 히브스 감독의 테크니컬러, 시네마스코프 1955년 액션, 드라마 영화이다. 1949년 자서전 To Hell and Back에 기반을 두고 있으며 미국 군인 머피의 제2차 세계 대전 경험을 바탕으로 한다. 오디 머피 등이 주연으로 출연하였고 애론 로젠버그 등이 제작에 참여하였다.

## 출연

### 주연
- 오디 머피
- 마샬 톰슨

### 조연
- 찰스 드레이크
- 잭 켈리
- 그렉 팔머
- 폴 피세니
- 데이비드 잰슨
- 폴 랭튼
- 덴버 파일
- 브렛 할시
- 수잔 코너
- 애나벨 쇼우
- 메리 필드
- 고든 게버트
- 브루스 카울링

## 기타
- 원작자: 오디 머피
- 미술: 로버트 클랫워시
- 미술: 알렉산더 골릿즌